# Hans Bauer (Jurist)
Hans Bauer (* 14. März 1941 in Ufhoven) ist ein deutscher Autor und ehemaliger stellvertretender Generalstaatsanwalt der DDR.

## Leben
Bauer und seine Schwester wurden durch die Mutter erzogen, der Vater starb früh. Nach dem Schulbesuch von 1947 bis 1959 und dem Abitur meldete sich Bauer freiwillig zum zweijährigen Militärdienst bei der NVA, den er in Prora ableistete. Während seines Militärdienstes verpflichtete sich Bauer bei der DDR-Staatssicherheit als inoffizieller Mitarbeiter unter dem Decknamen „Leonhard“. Danach studierte er von 1961 bis 1965 Rechtswissenschaften an der Humboldt-Universität zu Berlin. Nach dem Abschluss als Diplom-Jurist war Bauer von 1965 bis 1966 als Assistent tätig. Ab Mai 1966 war Bauer als Staatsanwalt in der DDR-Justiz tätig. Von 1973 bis 1978 absolvierte Bauer ein Fernstudium an der Parteihochschule „Karl Marx“, das er als Diplom-Gesellschaftswissenschaftler abschloss. Ab 1971 wirkte Bauer als Staatsanwalt bei der Generalstaatsanwaltschaft der DDR, zuletzt als stellvertretender Generalstaatsanwalt.
In den Jahren 1982 bis 1985 war Bauer in Aden als Berater des Generalstaatsanwalts der Demokratischen Volksrepublik Jemen tätig. Er war außerdem Teilnehmer an internationalen Kongressen zur Kriminalitätsprävention und für das Ministerium für Auswärtige Angelegenheiten in Menschenrechtsangelegenheiten tätig.
Helmut Irmen schrieb über ihn:

„Es gab inoffizielle Mitarbeiter und Zuträger des MfS bei der Generalstaatsanwaltschaft der DDR. Als Parteisekretär der SED bei der GStA fungierte der IM ‚Leonhard‘. Von 1982 bis 1985 setzte ihn das MfS für besondere Aufgaben ein. Später gab es eine kontinuierliche Zusammenarbeit. ‚Leonhard‘ hatte sich schon 1960, als er bei der NVA diente, dem MfS verpflichtet. Bei ‚Leonhard‘ handelt es sich um Hans Bauer, der zuletzt als stellvertretender Generalstaatsanwalt der DDR tätig war.“

Im Zuge der politischen Wende wurde Bauer 1990 aus dem Staatsdienst entlassen. Er war danach arbeitslos, ehe er 1992 eine Zulassung als Rechtsanwalt erhielt. Seit 1993 ist er in Berlin als Rechtsanwalt auf den Gebieten Straf-, Verkehrs-, Arbeits- und Familienrecht tätig.
1993 war er Mitbegründer und ist seit 2005 Vorsitzender der Gesellschaft zur Rechtlichen und Humanitären Unterstützung.  Seit 2008 ist Bauer zudem Vizepräsident des Ostdeutschen Kuratoriums von Verbänden.
Bauer ist Mitautor und Herausgeber mehrerer die DDR verteidigender Publikationen. Er war Mitglied der Kommunistischen Plattform in der Linkspartei und 2021 Spitzenkandidat der Berliner DKP für die Bundestagswahlen.
Bauer war seit 1965 verheiratet und hat zwei Kinder. Seine Frau Gisela starb 2006. Bauer lebt in Berlin.

## Veröffentlichungen
- als Herausgeber: Grenzdienst war Friedensdienst: Der 13. August 1961. Ursachen und Folgen des Mauerbaus. Berlin: Das Neue Berlin 2011, ISBN 978-3-360-02048-2.
- Halt! Stehenbleiben!: Grenze und Grenzregime der DDR. Berlin: Edition Ost 2015, ISBN 978-3360018694.
- mit Erich Buchholz, GRH e.V. (Herausgeber): Siegerjustiz? Politische Strafverfolgung infolge der Deutschen Einheit (Edition Zeitgeschichte). Homilius, K, 2003, ISBN 978-3887861995.
- als Herausgeber mit Gudrun Benser: Staatsanwalt ohne Robe. DDR-Staatsanwälte im sozialistischen Rechtsstaat, Berlin: Wiljo Heinen 2017, ISBN 978-3-95514-030-4.